# Роди (Кунео)
Роди (итал. Roddi) је насеље у Италији у округу Кунео, региону Пијемонт.
Према процени из 2011. у насељу је живело 1121 становника. Насеље се налази на надморској висини од 246 м.

## Становништво
Према резултатима пописа становништва 2011. у општини је живело 1.546 становника.
| 1931. | 1936. | 1951. | 1961. | 1971. | 1981. | 1991. | 2001. | 2011. |
| ----- | ----- | ----- | ----- | ----- | ----- | ----- | ----- | ----- |
| 1.420 | 1.341 | 1.156 | 917   | 784   | 843   | 1.108 | 1.323 | 1.546 |